# Berakas B
Berakas B (malaiisch Mukim Berakas B) ist ein Mukim (Subdistrikt) des Daerah Brunei-Muara in Brunei. Er hat 40.710 Einwohner (Stand: Zensus 2016).

## Geographie
Der Mukim liegt im Zentrum des Distrikts Brunei-Muara und grenzt an Mentiri (Nordosten), Kota Batu (Osten und Süden), Kianggeh (Süden) und Berakas A (Westen und Norden). Der Mukim wird geleitet von einem Penghulu (Vorsteher); der Amtsinhaber ist Pengiran Ali Pengiran Maon.

## Verwaltungsgliederung
Berakas B wurde erst während der Regierungszeit von Sultan Hassanal Bolkiah als eigenständiger Mukim von Berakas A getrennt. Der Mukim wird in Kampung (Dörfer) unterteilt. Die folgende Liste zeigt die Namen der Teilorte:
- Lambak Kanan National Housing Area 1
- Lambak Kanan National Housing Area 2
- Lambak Kanan National Housing Area 3
- Lambak Kanan National Housing Area 4
- Lambak Kanan National Housing Area 5
- Madang
- Manggis
- Salambigar
- Sungai Akar
- Sungai Hanching
- Sungai Orok
- Sungai Tilong